# Ferrovia Trieste-Erpelle
La ferrovia Trieste-Erpelle (in tedesco Triest-Herpelje Bahn, in sloveno Železnica Trst-Hrpelje), detta anche ferrovia della Val Rosandra, era una linea ferroviaria a scartamento ordinario che collegava le stazioni di Trieste Campo Marzio ed Erpelle-Cosina, sulla ferrovia Istriana.
Aperta nel 1887 dalle imperial-regie Ferrovie Statali austriache (kkStB), passò nel 1918, sotto la gestione delle Ferrovie dello Stato (FS) italiane.
Divisa dal 1947 dal confine tra il neonato Territorio Libero di Trieste (art.21 del Trattato di Pace di Parigi del 10 febbraio 1947) e la Jugoslavia nel tratto terminale dopo la stazione di Sant'Elia, subì una notevole contrazione del traffico che la portò alla chiusura alla fine del 1958 e alla soppressione definitiva nel 1961.
Smantellata nel 1966, rimase abbandonata fino all'inizio del terzo millennio, quando vennero intrapresi i lavori di trasformazione del sedime nel percorso ciclopedonale dedicato al ciclista triestino Giordano Cottur, inaugurato nel 2010.

## Storia

### La genesi della linea
Le ragioni che spinsero il governo asburgico a realizzare un secondo collegamento ferroviario e una nuova stazione a Trieste, sotto la gestione diretta dello Stato, furono sostanzialmente tre:
- l'esigenza di realizzare l'ampliamento del porto, rivelatosi inadeguato per l'incremento dei traffici marittimi e non più espandibile per mancanza di spazio, in una diversa parte della città, distante dall'esistente stazione della Ferrovia Meridionale;
- la necessità di affrancarsi dalle pesanti tariffe applicate dalla società privata Südbahn Gesellschaft (o Meridionale), gestore della ferrovia Vienna-Graz-Lubiana-Trieste, che costituivano una notevole penalizzazione per il porto di Trieste rispetto ad altre realtà portuali dell'impero;
- esigenze di carattere militare, dato che in caso di conflitto la Ferrovia Meridionale era esposta a un possibile cannoneggiamento navale da parte italiana nel tratto fra Trieste e Aurisina.

Il nuovo collegamento ferroviario tra Trieste e il centro dell'impero austro-ungarico avrebbe dovuto, secondo le prime intenzioni, essere interamente sotto gestione statale e quindi esente dagli onerosissimi pedaggi imposti dalla Meridionale per il trasporto delle merci sulla propria infrastruttura. Tra le varie proposte prese in considerazione venne scelto un tracciato che staccandosi dalla Ferrovia Rodolfiana (Linz-Klagenfurt-Villaco-Tarvisio-Lubiana) nei pressi di Laak (Škofja Loka), avrebbe raggiunto, con un impegnativo percorso di 88 chilometri, Divaccia sulla Meridionale; da qui bastava percorrere 12 chilometri della Ferrovia Istriana (di competenza statale come la Rodolfiana) per raggiungere Erpelle, da cui si sarebbe potuti scendere a Trieste attraverso la Val Rosandra. Il progetto comprendeva inoltre la realizzazione a carico dello Stato di un raccordo provvisorio tra la nuova stazione kkStB di Trieste Sant'Andrea e il Porto Franco adiacente agli impianti della Meridionale, che avrebbe preso il nome di Rivabahn, o Ferrovia delle Rive.
Benché fossero stati già svolti i rilievi preliminari sull'intero tracciato del progetto originale, il persistente ottimismo sull'esito delle trattative in corso tra il governo di Vienna e la Südbahn per ottenere agevolazioni tariffarie sul tratto Divaccia-Lubiana della Meridionale, convinse il governo a presentare al Parlamento, il 27 marzo 1882, esclusivamente la proposta per la linea di Erpelle e il raccordo delle Rive, escludendo la linea di Laak inizialmente prevista e rinunciando, almeno per il momento, all'allacciamento diretto di Trieste alla rete ferroviaria statale. Inoltre, per non compromettere l'esito degli studi per la realizzazione definitiva del suddetto allacciamento, la linea di Erpelle venne considerata come una semplice integrazione della Ferrovia Istriana, realizzando l'innesto della nuova linea nella stazione di Erpelle lato Pola, in modo da privilegiare la prosecuzione dei treni diretti a Divaccia senza inversione di marcia, operazione invece prevista per quelli diretti a Pola. Da notare, infine, che il percorso via Erpelle accorciava di circa dodici chilometri la distanza tra Trieste e Divaccia rispetto all'itinerario via Aurisina della Ferrovia Meridionale.
Il progetto di legge fu presentato il 28 marzo 1882 alla Commissione Ferroviaria della Camera e sottoposto al Parlamento con tutte le modifiche apportate dalla commissione il 5 maggio 1883; l'approvazione della Camera giunse due giorni dopo, il 7 maggio, e quella del Senato il 18 dello stesso mese, mentre la sanzione definitiva dell'imperatore Francesco Giuseppe giunse il 1º giugno 1883 con la promulgazione della legge n. 103.

### La costruzione e l'esercizio kkStB
L'articolo 3 della legge 1º giugno 1883 n. 103 prevedeva che i lavori dovessero iniziare nel 1883 ed essere ultimati entro tre anni, tuttavia il Comune di Trieste propose alcuni importanti miglioramenti che vennero accolti favorevolmente dall'Ispettorato Generale delle Ferrovie Austriache. In particolare la ferrovia, nata esclusivamente per il trasporto delle merci, venne riclassificata per essere usata anche per il servizio viaggiatori, ma questo adeguamento comportò uno slittamento di due anni sui tempi di realizzazione e l'appalto venne aggiudicato soltanto il 18 settembre 1885 alla ditta triestina Bianchi-Rocchetti & Pedoja.
La prima stazione della linea, cioè Trieste Sant'Andrea (Triest St. Andrae), fu costruita nel 1886 sulla spianata strappata al mare ai piedi del colle di San Vito in occasione dell'Esposizione del 1882, piuttosto discosta dal centro della città, ma agevolmente raggiungibile con il tram a cavalli. Sebbene fosse il capolinea della ferrovia per Erpelle, Trieste Sant'Andrea fu realizzata come stazione passante, poiché sull'estremità opposta si allacciava la Linea delle Rive (Rivabahn), che serviva da collegamento con lo scalo di Barcola Smistamento (Barcola Rangierbahnhof) costruito nell'ambito dello stesso progetto.
La linea si inerpicava verso Erpelle con un tracciato acclive e paesaggisticamente suggestivo che risaliva la Val Rosandra con curve che scendevano spesso al di sotto dei 180 m di raggio e livellette in ascesa che superavano quasi sempre la soglia del 30 per mille, caratteristiche che imponevano l'impiego di materiale rotabile con interasse non superiore ai 4,5 m e velocità massima di esercizio di soli 30 km/h. Per consentire comunque il transito di 20-25 coppie giornaliere di treni merci, la ferrovia fu concepita con tre stazioni intermedie, Sant'Anna (St. Anna), Sant'Antonio in Bosco (Borst) e Sant'Elia (Draga), poste a una distanza di circa 5 km l'una dall'altra. Tra Sant'Anna e Sant'Antonio in Bosco si trovava inoltre la fermata di San Giuseppe della Chiusa (Ricmanje). Gli impianti della stazione di Erpelle-Cosina (Herpelje-Kozina), divenuta nodo fondamentale della Ferrovia Istriana, furono adeguati alle mutate esigenze aggiungendo nuovi binari di servizio, una seconda rimessa locomotive e una piattaforma girevole.
La Trieste-Erpelle fu inaugurata e aperta all'esercizio sotto la gestione delle imperial-regie Ferrovie Statali austriache (kkStB) il 5 luglio 1887, mentre il servizio merci fu avviato la sera del 6 luglio con il primo transito sulla Linea delle Rive di un treno merci tra Barcola Smistamento e Trieste Sant'Andrea.
L'apertura della Trieste-Erpelle si rivelò di fondamentale importanza per la ripresa delle attività portuali e commerciali della città giuliana: l'offerta di condizioni più vantaggiose rispetto alla Ferrovia Meridionale fece infatti convogliare sulla nuova linea una quantità di traffico che rasentò spesso la saturazione, con pesanti treni merci in doppia trazione che percorrevano incessantemente la ferrovia per tutto l'arco delle ventiquattr'ore sia verso Pola che verso l'interno del territorio dell'impero austro-ungarico.
A questo notevole volume di traffico merci si inframmezzavano 4 coppie di treni viaggiatori, che nella stazione di Erpelle-Cosina davano la possibilità di sfruttare le coincidenze con i treni per Pola o per Lubiana e Vienna.
La ferrovia della Val Rosandra portò inoltre notevoli benefici a Erpelle e alla sua frazione Cosina che si svilupparono in breve in ogni direzione, trasformandosi da modesti villaggi carsici a paesi pieni di vita; inoltre, grazie al treno, tutta l'area circostante alla ferrovia divenne meta domenicale di centinaia di triestini.

#### La nuova stazione di Trieste Sant'Andrea
Il piazzale di Trieste Sant'Andrea, a cui facevano capo la Trieste-Erpelle e il raccordo con lo scalo di Barcola Smistamento (Linea delle Rive), venne ampliato già dai primi tempi di esercizio con la costruzione di una piccola stazione merci con annesso un deposito di legnami, ricavata sottraendo al mare un'altra vasta area ai piedi della collina di San Vito fino in prossimità del molo di Santa Teresa.
Dopo gli ulteriori sviluppi del 1889, con la realizzazione del raccordo con lo Scalo Legnami e Servola, nonché con il Porto Petroli di San Sabba, e del 1902 con l'attestamento della Parenzana e dei relativi impianti, la modesta stazione di Sant'Andrea si trovò a essere il punto terminale di due linee e di due raccordi, raggiungendo il limite di saturazione che ne determinò la demolizione e il rifacimento in altra posizione nel 1906, in occasione dell'apertura del tanto atteso allacciamento diretto alla rete kkStB, costituito della linea di Wochein Jesenice-Trieste (Wocheinerbahn), parte terminale della Transalpina.
La nuova stazione di Trieste Sant'Andrea venne costruita come stazione di testa al posto del deposito legnami a sud del molo di Santa Teresa, in posizione molto più prossima al centro cittadino, sotto forma di un imponente edificio dotato di un'ampia tettoia metallica sorretta da due ali laterali in muratura, che ospitava quattro binari destinati rispettivamente alle partenze e agli arrivi della Transalpina (1º e 4º) e della linea di Erpelle (2º e 3º). Il binario a scartamento ridotto (750 mm) della Parenzana si attestava invece a fianco del quarto binario, all'esterno della tettoia, lungo un marciapiede protetto da pensilina.
La vecchia stazione fu demolita nel 1906 e al suo posto vennero posati i binari e gli impianti per il nuovo scalo di smistamento e il deposito locomotive di Trieste Sant'Andrea.
Oltre che per lo spostamento della stazione capolinea, il tracciato della Trieste-Erpelle fu coinvolto pesantemente dalla Transalpina per la necessità di affiancare le due linee nel tratto cittadino, che comportò l'allargamento della sede dei binari in ingresso alla stazione con il rifacimento o la costruzione ex-novo dei muri di sostegno e delle passerelle di scavalco. L'affiancamento dei binari nel rione di San Giacomo richiese inoltre il rifacimento dei ponti in ferro e delle relative spalle con la posa di due travate a semplice binario accostate sulle vie Alberti (ex D'Alviano), del Broletto e dell'Industria e di una travata a doppio binario sulla via San Marco.

#### La Transalpina e il declino
Nel 1906, l'apertura della ferrovia Transalpina permise di accorciare di 50 km il percorso verso Vienna e di ben 290 km quello verso Salisburgo rispetto alla Ferrovia Meridionale, favorendo una strepitosa ascesa commerciale della città di Trieste, ma penalizzando fortemente la Trieste-Erpelle che vide svanire i presupposti che ne avevano portato alla realizzazione come itinerario di bypass della Meridionale.
Dell'incessante traffico merci e viaggiatori che aveva interessato la linea della Val Rosandra per un ventennio dalla sua apertura sopravvisse solo una discreta parte di quello diretto verso l'Istria e Pola, che si ridusse ulteriormente nel 1914 con lo scoppio della prima guerra mondiale e subì una paralisi pressoché totale l'anno successivo con l'entrata in guerra dell'Italia, fino a cessare completamente per alcuni giorni dopo l'armistizio del 4 novembre 1918.

### L'esercizio FS

#### Il primo dopoguerra
Nel novembre 1918 le Ferrovie dello Stato  assunsero tra notevoli difficoltà l'esercizio della linea, che rimase in condizioni di provvisorietà fino alla ratifica del passaggio all'Italia di Trieste e della Venezia Giulia col Trattato di Rapallo del 1920.
Fu invece avviata solertemente l'imposizione dei soli nomi in italiano alle stazioni, con la sostituzione di tutte le tabelle originarie: le variazioni toponomastiche, ufficializzate con Ordine di Servizio n. 47 del 1º giugno 1919, ma già presenti nel primo orario viaggiatori FS del 1º gennaio 1919, interessarono in particolare la fermata di Ricmanje, che divenne San Giuseppe di Rusmagna, e le stazioni di Borst e Herpelje-Kozina, che divennero rispettivamente Moccò ed Erpelle-Cosina. La "rivoluzione toponomastica"  venne poi completata sotto il regime fascista con l'Ordine di Servizio FS n. 92 del 26 luglio 1923, che formalizzò le variazioni di Trieste Sant'Andrea in Trieste Campo Marzio, Sant'Anna in Sant'Anna di Trieste, San Giuseppe di Rusmagna in San Giuseppe della Chiusa, Moccò in Sant'Antonio-Moccò e Draga in Sant'Elia.
La repentina e radicale modifica delle direttrici commerciali conseguenti al nuovo assetto territoriale di Trieste e della Venezia Giulia, nonché il passaggio sotto un'unica gestione di tutte le linee ferroviarie afferenti al capoluogo giuliano, ebbero l'effetto di attirare verso la Meridionale e il nuovo valico di Postumia la maggior parte dei traffici merci e viaggiatori tra l'Italia e i paesi balcanici, ridimensionando la Trieste-Erpelle, già penalizzata dall'apertura della Transalpina nel 1906, al ruolo di tronco iniziale della linea Trieste-Pola e riducendo a poco più di un raccordo il tratto Divaccia-Erpelle della Ferrovia Istriana.
Il traffico si mantenne a un livello mediocre, con tre sole coppie giornaliere di treni viaggiatori o misti per Pola, fino all'inizio degli anni '30 del XX secolo, dopodiché iniziò progressivamente a crescere, attestandosi abbastanza stabilmente a livelli più che accettabili che ne garantirono la sopravvivenza in un periodo che vide la chiusura di numerose linee secondarie, tra cui la Parenzana nel 1935.
Anche se la modesta entità del traffico la fece escludere, al pari della Ferrovia Istriana, dal piano nazionale che nel 1935 portò a Trieste la trazione elettrica a 3 kV in corrente continua, la Trieste-Erpelle fu soggetta a diverse migliorie che videro, tra l'altro, l'applicazione ai passaggi a livello stradali delle barriere con comando a filo azionato dai caselli o dalle stazioni, la sostituzione degli apparati di sicurezza delle stazioni, il rifacimento della linea telefonica e la sostituzione di rotaie e traverse lungo tutto il tracciato. Venne inoltre costruito un corpo aggiuntivo al casello di San Giuseppe della Chiusa (Ricmanje), già abilitato a fermata delle kkStB nei primi anni di esercizio, per far fronte al crescente numero di abitanti del luogo che si servivano del treno per raggiungere Trieste.
Il miglioramento più significativo venne introdotto nel 1938 con l'impiego sulla Trieste-Pola delle automotrici FIAT (allora chiamate littorine) ALn 56, seguite l'anno successivo dalle ALn 556, che oltre a una rilevante riduzione dei costi di esercizio, consentivano di aumentare la velocità massima da 30 a 55 km/h sul tortuoso e acclive tracciato della Trieste-Erpelle, accorciando di circa 10 minuti il tempo di percorrenza di un'ora delle locomotive a vapore.
Il massimo dell'efficienza per il traffico viaggiatori venne raggiunto con l'orario invernale del 1939, con cui le littorine impiegate sui treni diretti permisero di raggiungere Erpelle in soli trenta minuti e di coprire in due ore e mezza i 130 km tra Trieste e Pola. Questa situazione fu però di breve durata perché l'entrata in guerra dell'Italia nel 1940 provocò una grave carenza di carburanti che costrinse al ritiro dal servizio delle littorine e al ritorno sulla Trieste-Pola di tutte le locomotive a vapore disponibili nel deposito di Trieste Campo Marzio.

#### La Seconda guerra mondiale
I primi anni di guerra non ebbero effetti rilevanti sul servizio, che continuò a essere assicurato regolarmente nonostante la progressiva diminuzione dei viaggiatori.
L'evento più significativo in questo periodo di relativa tranquillità si verificò a seguito dell'aumento della rilevanza strategica del Porto Petroli di Trieste San Sabba dopo l'occupazione italiana della Slovenia nella primavera 1941 e della conseguente decisione di raddoppiare il binario della Linea Bassa nel tratto tra Trieste Campo Marzio Smistamento e Trieste Servola. Per ottenere lo spazio per il secondo binario fu infatti necessario intervenire sulla linea di Erpelle, facendola confluire nella Transalpina con il nuovo Bivio San Giacomo e privandola dell'ingresso indipendente a Campo Marzio.
Dopo l'armistizio dell'8 settembre 1943 e la dissoluzione dell'esercito italiano le zone più interne dell'Istria furono invase dai partigiani filo-jugoslavi, mentre Trieste e il resto della regione furono occupate dalle truppe tedesche, che posero le ferrovie sotto il controllo diretto della Deutsche Reichsbahn.
Seguì un periodo di sabotaggi con conseguenti distruzioni e deragliamenti a cui venne posto rimedio, nonostante i pochi mezzi disponibili, da parte dei militari tedeschi con l'aiuto forzato dei ferrovieri italiani, fino al crollo della Germania nel 1945 e alla paralisi definitiva dell'esercizio ferroviario.

#### Il secondo dopoguerra
Dopo l'occupazione quasi totale della Venezia Giulia da parte dell'esercito jugoslavo nel maggio 1945 e la liberazione di Trieste dalle ultime sacche di resistenza tedesche da parte anglo-americana, gli eserciti occupanti giunsero a un accordo che comportò la suddivisione della Venezia Giulia in due zone, divise dalla Linea Morgan: la Zona A, sotto controllo anglo-americano, e la Zona B, sotto controllo jugoslavo. La Trieste-Erpelle fu tagliata da questa linea di demarcazione in corrispondenza della progressiva chilometrica 16+500, situata oltre 1500 m dopo il fabbricato viaggiatori di Sant'Elia in direzione di Erpelle-Cosina, mentre la Ferrovia Istriana venne a trovarsi nella Zona B con la sola eccezione dell'ultimo tratto di 3 km dal bosco di Siana a Pola, che ricadeva nella Zona A.
Il servizio ferroviario in entrambe le zone rimase affidato al personale FS, sotto il controllo militare anglo-americano nella Zona A e sotto il controllo dell'Ispettorato delle Ferrovie, appositamente costituito dal Comando Supremo dell'Armata Jugoslava, nella Zona B.
In queste condizioni di precarietà il servizio viaggiatori rimase limitato a un solo treno per Pola e due per Erpelle. I controlli da parte anglo-americana venivano effettuati nella stazione di Sant'Elia, mentre da parte jugoslava i militari salivano sul treno in corrispondenza della linea di demarcazione e rimanevano a bordo per tutto il tragitto fino al rientro nella Zona A poco prima di Pola.

##### L'Amministrazione Provvisoria delle Ferrovie del Territorio Libero di Trieste (APFTLT)
Col Trattato di Parigi del febbraio 1947 venne sancito il passaggio di Pola, Fiume e della maggior parte dell'Istria alla Jugoslavia e venne altresì costituito il Territorio Libero, comprendente Trieste, Capodistria, Buie e parte dell'Istria fino al fiume Quieto, entro i cui confini furono ridefinite le zone A e B di occupazione militare anglo-americana e jugoslava, lasciando irrisolta la delicata questione di Trieste e inasprendo ulteriormente i già tesi rapporti tra Italia e Jugoslavia.
La ridefinizione delle zone A e B fece arretrare la linea di demarcazione dalla progressiva chilometrica 16+500 della Linea Morgan alla progressiva 15+209, poco oltre la punta scambi di Sant'Elia, a circa 300 m dal fabbricato viaggiatori, mentre passò definitivamente alla Jugoslavia la parte di linea dalla progressiva 16+500 alla stazione di Erpelle. La ferrovia della Val Rosandra si trovò dunque a dover attraversare la linea di demarcazione fra gli occupanti e sia il nuovo confine con la Jugoslavia, anche se i controlli da parte jugoslava avvenivano solo in corrispondenza della linea di demarcazione.
Con la costituzione del Territorio Libero fu soppresso il Compartimento FS di Trieste trasferendone il personale nell'Amministrazione Provvisoria delle Ferrovie del Territorio Libero di Trieste (APFTLT), creata in seno al Dipartimento dei Trasporti del Governo Militare Alleato.
Tale amministrazione prese in carico il servizio fino ad Erpelle, mentre le Ferrovie Jugoslave riorganizzavano il servizio sulla direttrice Divaccia - Pola. Il nuovo orario dell'estate 1947 prevedeva 4 coppie di treni per Erpelle, di cui tre offrivano la coincidenza per Pola.
La variazione dei confini, lasciando aperta la questione di Trieste, creò un clima di aperta ostilità tra i due paesi, con incidenti lungo la linea di demarcazione: più volte i militari jugoslavi diressero raffiche di mitra contro il treno in corsa nel tratto di ferrovia che costeggiava la demarcazione all'uscita della Val Rosandra. Il perdurare di questo stato di pericolo, per l'incolumità dei viaggiatori, portò a limitare provvisoriamente la circolazione dei treni tra Trieste e Sant'Antonio-Moccò, all'inizio del 1948. Tuttavia, poiché il trattato di pace prevedeva la garanzia del servizio ferroviario tra Trieste e Pola, la limitazione a Sant'Antonio-Moccò fu eliminata dopo qualche mese e il servizio venne riorganizzato con sei coppie, di cui 4 limitate a S.Elia e due per Erpelle, da cui si poteva proseguire per l'Istria e Pola con scomode coincidenze, mentre il traffico merci era quasi inesistente. Dopo meno di un anno venne soppressa la coppia serale per Erpelle e per tutti gli anni successivi l'orario rimase sostanzialmente invariato. Quello del 1954 fu l'ultimo sotto la gestione dell'Amministrazione Provvisoria delle Ferrovie del Territorio Libero di Trieste, che cessò di esistere con il ritorno all'Italia della città giuliana il 26 ottobre 1954.

##### Il ritorno dell'amministrazione FS
La linea di Erpelle, ribattezzata Trieste Campo Marzio-Sant'Elia-Confine di Stato, fu restituita alle FS con la Meridionale e la Transalpina, ricostituendo dal 1º luglio 1955 il Compartimento di Trieste.
L'orario estivo FS del 1955, quasi identico a quello dell'APFTLT, rimase in vigore con pochissimi aggiustamenti fino alla chiusura della linea; esso prevedeva una coppia di treni accelerati (1723/1722) in servizio internazionale da Trieste a Erpelle con coincidenza per Pola in quest'ultima località; altre quattro coppie di accelerati (1721/1720, 1725/1724, 1729/1728 e 1731/1730) erano invece limitate a Sant'Elia.
La tipologia di utenza rimase sostanzialmente quella dell'inizio degli anni '50, con treni merci sempre meno frequenti e treni viaggiatori frequentati abitualmente dagli abitanti delle località prossime alle stazioni, per i quali venivano spesso effettuate "fermate di favore" lungo il percorso. La domenica i treni erano affollati dai gitanti e in particolari occasioni, come per la festa di San Giuseppe della Chiusa il 19 marzo, circolavano convogli di sei carrozze condotti da due locomotive in doppia trazione, mentre nella stagione estiva il treno veniva utilizzato dai bagnanti per recarsi al Bagno Comunale Lanterna presso la stazione Campo Marzio.
Il servizio ordinario era svolto con una locomotiva a vapore, normalmente del gruppo 728, e due carrozze viaggiatori di terza classe, oppure una carrozza e un bagagliaio.
I convogli saliti da Trieste erano costretti a ridiscendere col tender avanti, poiché la stazione di Sant'Elia era priva di piattaforma girevole; la stessa situazione si verificava anche per il treno che proseguiva per Erpelle, nonostante questa stazione ne fosse provvista. Ricomparvero brevemente le littorine ALn 56 FIAT, ma furono presto ritirate dal servizio perché il deposito di Trieste Campo Marzio non era attrezzato per la manutenzione dei motori Diesel.

##### La chiusura
Verso la fine degli anni '50 si registrò un incremento di utenti, tanto che nel periodo estivo del 1958 venne prolungata un'ulteriore corsa per Erpelle in serata, con coincidenza per Pola, ma la Trieste-Erpelle era già stato inserita nell'elenco di linee marginali da sopprimere e molte furono le voci contrarie alla sua sopravvivenza, comprese quelle della stampa locale. L'Italia e la Jugoslavia, nel rispetto del Trattato di Pace, si accordarono per la chiusura di questo transito ferroviario, compensandolo con la riapertura della linea tra Gorizia e Nova Gorica.
La sospensione provvisoria del servizio a decorrere dal 1º gennaio 1959 fu comunicata ufficialmente dalle FS nell'estate 1958. Il 31 dicembre 1958 fu l'ultimo giorno di servizio ferroviario, che venne rimpiazzato dal giorno successivo da un autoservizio sostitutivo con orario analogo a quello del treno, affidato all'azienda locale "La Stradale" che gestiva già l'autolinea Trieste-Sant'Antonio-San Dorligo della Valle.
La stazione di Trieste Campo Marzio fu così privata completamente il traffico viaggiatori e, con la soppressione dell'Ufficio Movimento nel gennaio 1959, i suoi quattro binari furono declassati a tronchini di manovra o di ricovero; di essa rimasero attivi per qualche tempo solo la biglietteria e la sala di attesa per gli utenti dell'autoservizio sostitutivo.
La sospensione provvisoria divenne definitiva il 1º gennaio 1960 e fino al luglio 1959 la linea fu ancora percorsa da alcuni "treni ramazza" con cui vennero recuperati tutti i materiali e le attrezzature, con la sola eccezione del binario e dei parapetti metallici. Con la chiusura della Trieste-Erpelle fu pure soppresso il deposito locomotive di Trieste Campo Marzio, che fu smantellato nel corso del 1961.
La soppressione della linea avvenne con il Decreto del Presidente della Repubblica 25 agosto 1961, n. 1018.
Dall'estate 1961 l'autoservizio sostitutivo fu limitato a Sant'Elia, sopprimendo il collegamento con Erpelle, e la progressiva contrazione dei viaggiatori indusse le FS a ridurre da 5 a 4 e poi a 3 le corse giornaliere, di cui quella del mattino divenne solo feriale dal 1º gennaio 1977, fino a giungere alla definitiva soppressione del servizio il 12 giugno successivo.

##### Lo smantellamento
Il tratto oltre confine fu smantellato nel 1961 recuperando i manufatti di ferro, il binario e il pietrisco della massicciata senza nemmeno attendere il decreto di soppressione della parte italiana: la penuria di rotaie e la qualità scadente di quelle prodotte in Jugoslavia determinò infatti il recupero affrettato del materiale per sostituire quello usurato nel tratto Rozzo-Pinguente (Roč-Buzet) della Ferrovia Istriana.
La linea di Erpelle, benché ormai chiusa e scollegata dalle reti italiana e jugoslava, subì nel 1964 un intervento di viabilità stradale nel tratto cittadino affiancato alla Transalpina: nel corso dell'ampliamento del viale dei Campi Elisi fu infatti deciso di attraversare il terrapieno su cui correvano le due linee ponendo al suo posto un ponte a travata metallica a doppio binario che scavalcasse il nuovo percorso stradale.
La ferrovia fu disarmata nel 1966 nel tratto italiano, provvedendo preventivamente a liberare la sede ferroviaria dalla vegetazione infestante, a ripulire le gole delle rotaie in corrispondenza dei passaggi a livello stradali e a ricollegare il binario all'estremità lato Sant'Elia dello scalo di Trieste Campo Marzio Smistamento. Lo smantellamento venne effettuato a partire da Sant'Elia con un "treno ramazza" composto generalmente una locomotiva a vapore del gruppo 740 e da alcuni carri pianale, su cui vennero caricati rotaie, traverse e ponti in ferro.

### Il recupero come pista ciclopedonale

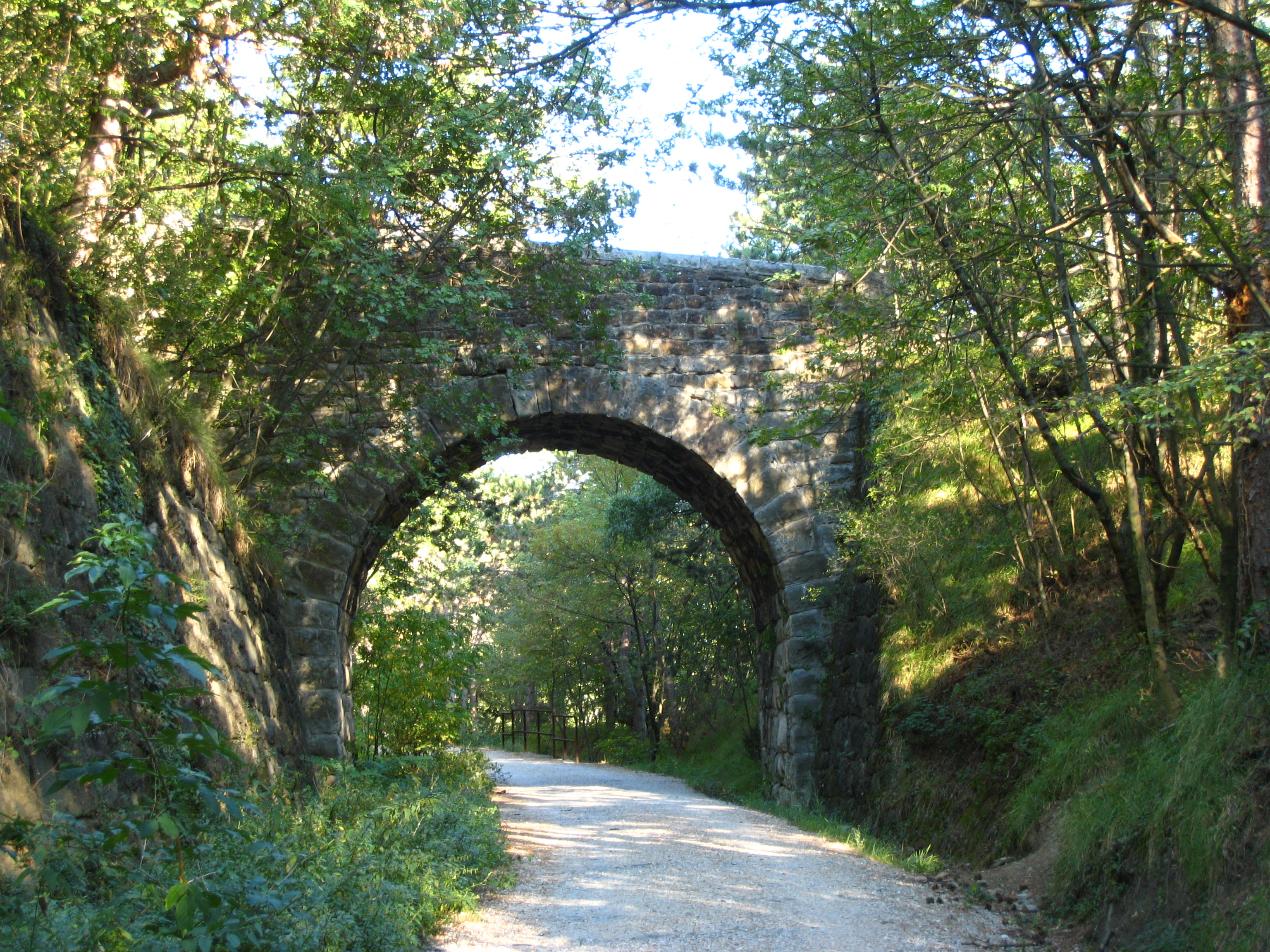
Il sedime della ferrovia nel 2007, durante la trasformazione in pista ciclopedonale, in corrispondenza del cavalcavia a volto presso i casali di Chervati alla progressiva 10+944.

All'inizio degli anni '80 del XX secolo, dopo una lunga serie di infruttuose lamentele per il vergognoso stato di abbandono in cui versava il sedime della Trieste-Erpelle, i cittadini del rione di San Giacomo presentarono al Comune di Trieste una proposta di conversione in strada pedonale, ma questa rimase lettera morta.
Circa dieci anni dopo il Consiglio Provinciale di Trieste riformulò una proposta di trasformazione in percorso ciclopedonale, che venne trasmessa alla Regione Friuli Venezia Giulia nel febbraio 1991 e da questa approvata soltanto nel 1998.
Con un investimento di almeno 7,9 milioni di euro e 10 anni di lavori, più volte fermati dalle occupazioni e discariche abusive che avevano invaso il sedime ferroviario nel tratto urbano, la ciclabile di 12 km tra San Giacomo e il confine italo-sloveno presso Draga è stata inaugurata il 16 ottobre 2010, sebbene fosse percorribile nella sua interezza già nel 2009.
Il tracciato ciclabile su sedime ferroviario inizia in Ponziana ed è accessibile da via Orlandini, di fronte al n. civico 13. Prosegue per altri 5 chilometri in Slovenia, terminando nei pressi di Cosina dove viene interrotto dall'autostrada Šentilj - Capodistria.
È parte del percorso ciclabile europeo EuroVelo 8 Mediterraneo che collega Cadice ad Atene.

## Percorso
| Unknown route-map component "d" | Unknown route-map component "d" | Unknown route-map component "exKBHFa" | Unknown route-map component "d" | Unknown route-map component "d" |

| Unknown route-map component "c" | Unknown route-map component "c" | Unknown route-map component "d" | Unknown route-map component "exABZg+l" | Unknown route-map component "exCONTfq" |

| Unknown route-map component "d" | Unknown route-map component "d" | Unknown route-map component "ENDExa" | Unknown route-map component "d" | Unknown route-map component "d" |

| Unknown route-map component "d" | Unknown route-map component "d" | Non-passenger station/depot on track | Unknown route-map component "d" | Unknown route-map component "d" |

| Unknown route-map component "cCONTgq" | Unknown route-map component "ABZq+l" | Unknown route-map component "ABZgr" | Unknown route-map component "+c" |

| One way leftward | Unknown route-map component "tSTRa@gq" + Straight track | Unknown route-map component "tCONTfq" |

|  | Unknown route-map component "xABZgl" | Unknown route-map component "CONTfq" |

| Unknown route-map component "exBHF" |

| Unknown route-map component "exHST" |

| Unknown route-map component "exBHF" |

| Unknown route-map component "exBHF" |

| Unknown route-map component "GRZq" + Unknown route-map component "xGRENZE" |

| Unknown route-map component "CONTgq" | Unknown route-map component "xABZg+r" |  |

| Station on track |

| Continuation forward |

La linea ferroviaria partiva dalla stazione di Trieste Campo Marzio, ora sede dell'omonimo Museo ferroviario, per giungere alla stazione di Erpelle – Cosina sulla Ferrovia Istriana. Passava nei pressi della frazione triestina di Sant'Anna e delle località di San Giuseppe della Chiusa, Sant'Antonio in Bosco e Draga, tutte ora situate nel comune di San Dorligo della Valle. La stazione ubicata nei pressi di Sant'Antonio serviva anche l'abitato di Moccò, da cui deriva la nomenclatura composita dell'impianto ferroviario.
Il tracciato partiva da quota 2,874 m s.l.m. a Trieste Campo Marzio e raggiungeva quota 490,710 m a Erpelle-Cosina, con una pendenza massima di 32,7 mm/m e media di 24,9 mm/m.
Poiché le kkStB consideravano la linea della Val Rosandra parte integrante della Ferrovia Istriana, l'origine delle progressive chilometriche (km 0+000) fu posta inizialmente in corrispondenza dell'asse del fabbricato viaggiatori della stazione di Erpelle-Cosina; con il subentro delle FS, che consideravano invece prioritario il collegamento Trieste-Pola, l'origine fu spostata nella nuova stazione di Trieste Sant'Andrea (poi Trieste Campo Marzio), invertendo il senso di conteggio.

### Riferimenti
1. ↑  Carollo, Rivabahn, pp. 9-11.
2. 1 2  Carmeli e Carollo, Il treno della Val Rosandra, p. 22.
3. ↑  Carmeli e Carollo, Il treno della Val Rosandra, p. 24.
4. ↑  Carmeli e Carollo, Il treno della Val Rosandra, pp. 24-25.
5. ↑  Carmeli e Carollo, Il treno della Val Rosandra, p. 25.
6. ↑  Carmeli e Carollo, Il treno della Val Rosandra, p. 63.
7. ↑  Petronio, Transalpina, p. 39.
8. ↑  Carmeli e Carollo, Il treno della Val Rosandra, pp. 25-29.
9. 1 2 3  Carmeli e Carollo, Il treno della Val Rosandra, p. 37.
10. ↑  Carmeli e Carollo, Il treno della Val Rosandra, pp. 39 e 51-52.
11. ↑  Carmeli e Carollo, Il treno della Val Rosandra, p. 41.
12. ↑  Carmeli e Carollo, Il treno della Val Rosandra, p. 16.
13. ↑  Carmeli e Carollo, Il treno della Val Rosandra, pp. 43-45.
14. ↑  Carmeli e Carollo, Il treno della Val Rosandra, p. 45.
15. ↑  Carmeli e Carollo, Il treno della Val Rosandra, pp. 56-57.
16. ↑  Carmeli e Carollo, Il treno della Val Rosandra, p. 66.
17. ↑  Prospetto cronologico dei tratti di ferrovia aperti all'esercizio dal 1839 al 31 dicembre 1926
18. ↑  Carmeli e Carollo, Il treno della Val Rosandra, pp. 49-64.
19. ↑  Carmeli e Carollo, Il treno della Val Rosandra, p. 51.
20. 1 2  Carmeli e Carollo, Il treno della Val Rosandra, p. 64.
21. ↑  Carmeli e Carollo, Il treno della Val Rosandra, pp. 64-66.
22. 1 2  Carmeli e Carollo, Il treno della Val Rosandra, pp. 66-67.
23. 1 2 3  Carmeli e Carollo, Il treno della Val Rosandra, p. 73.
24. ↑  Carmeli e Carollo, Il treno della Val Rosandra, p. 78.
25. 1 2 3  Carmeli e Carollo, Il treno della Val Rosandra, p. 74.
26. ↑  Carmeli e Carollo, Il treno della Val Rosandra, p. 80.
27. ↑  Carmeli e Carollo, Il treno della Val Rosandra, pp. 76-78.
28. ↑  Carmeli e Carollo, Il treno della Val Rosandra, pp. 78-80.
29. 1 2 3  Carmeli e Carollo, Il treno della Val Rosandra, p. 83.
30. ↑  Carmeli e Carollo, Il treno della Val Rosandra, pp. 83-89.
31. ↑  Carmeli e Carolli, Il treno della Val Rosandra, pp. 87-89.
32. ↑  Carmeli e Carollo, Il treno della Val Rosandra, pp. 94-96.
33. ↑  Carmeli e Carollo, Il treno della Val Rosandra, p. 95.
34. ↑  Carmeli e Carollo, Il treno della Val Rosandra, pp. 96-98.
35. ↑  Carmeli e Carollo, Il treno della Val Rosandra, p. 98.
36. 1 2 3 4  Carmeli e Carollo, Il treno della Val Rosandra, p. 103.
37. ↑  Carmeli e Carollo, Il treno della Val Rosandra, pp. 104-105.
38. ↑  Carmeli e Carollo, Il treno della Val Rosandra, pp. 105-106.
39. ↑  Carmeli e Carollo, Il treno della Val Rosandra, p. 106.
40. 1 2 3 4  Carmeli e Carollo, Il treno della Val Rosandra, p. 107.
41. ↑  Carmeli e Carollo, Il treno della Val Rosandra, pp. 108-109.
42. 1 2 3  Carmeli e Carollo, Il treno della Val Rosandra, p. 108.
43. ↑  Carmeli e Carollo, Il treno della Val Rosandra, pp. 111-112.
44. ↑  Carmeli e Carollo, Il treno della Val Rosandra, pp. 112-113.
45. ↑  Carmeli e Carollo, Il treno della Val Rosandra, p. 113.
46. ↑  Carmeli e Carollo, Il treno della Val Rosandra, p. 114.
47. ↑  Carmeli e Carollo, Il treno della Val Rosandra, pp. 114-116.
48. ↑  Carmeli e Carollo, Il treno della Val Rosandra, p. 116.
49. ↑  Carmeli e Carollo, Il treno della Val Rosandra, p. 153.
50. ↑  Carmeli e Carollo, Il treno della Val Rosandra, pp. 117-118.
51. 1 2  Carmeli e Carollo, Il treno della Val Rosandra, p. 119.
52. 1 2  Carmeli e Carollo, Il treno della Val Rosandra, pp. 118-119.
53. ↑  Carmeli e Carollo, Il treno della Val Rosandra, pp. 124-127.
54. ↑  Carmeli e Carollo, Il treno della Val Rosandra, p. 191.
55. ↑  Carmeli e Carollo, Il treno della Val Rosandra, p. 192.
56. ↑  Carmeli e Carollo, Il treno della Val Rosandra, p. 193.
57. ↑  Carmeli e Carollo, Il treno della Val Rosandra, pp. 193-194.
58. ↑  Carmeli e Carollo, Il treno della Val Rosandra, pp. 118 e 150.
59. ↑  Decreto del presidente della Repubblica 25 agosto 1961, n. 1018, in materia di "Soppressione dalla rete delle Ferrovie dello Stato della linea ferroviaria Trieste Campomarzio-S. Elia-Confine".
60. ↑  Carmeli e Carollo, Il treno della Val Rosandra, p. 202.
61. ↑  Carmeli e Carollo, Il treno della Val Rosandra, pp. 195-196.
62. ↑  Carmeli e Carollo, Il treno della Val Rosandra, p. 199.
63. ↑  Carmeli e Carollo, Il treno della Val Rosandra, pp. 197-199.
64. ↑  Carmeli e Carollo, Il treno della Val Rosandra, p. 205.
65. ↑  Carmeli e Carollo, Il treno della Val Rosandra, pp. 205-209.
66. 1 2  Carmeli e Carollo, Il treno della Val Rosandra, p. 315.
67. ↑   Ecco la nuova pista ciclopedonale Giordano Cottur: 12 km da San Giacomo a Draga Sant'Elia, su bora.la, 15 ottobre 2010.
68. ↑   Pista ciclabile verso la Slovenia pronta a novembre, in Il Piccolo, 13 gennaio 2007.
69. ↑   Pista ciclabile, il sogno si è avverato, in Il Piccolo, 25 novembre 2009.
70. ↑  Carmeli e Carollo, Il treno della Val Rosandra, p. 222.
71. ↑  Carmeli e Carollo, La ferrovia della Val Rosandra, p. 226.
72. ↑  Carmeli e Carollo, Il treno della Val Rosandra, p. 223.